# Venlose Molenbeek
De Venlose Molenbeek, of simpelweg Molenbeek, is een beek in de gemeente Venlo in Nederlands Limburg en ligt in het stroomgebied van de Maas. De beek is een zijrivier van de Wijlderbeek, een zijbeek van de Maas.

## Geschiedenis
In 2017 werd de Venlose Molenbeek heringericht met als doel het beperken van wateroverlast en een natuurlijkere inrichting met gevarieerde flora en fauna.

## Ligging
De beek ontspringt ten zuiden van de stad Venlo in de wijk Jammerdaal op de Jammerdaalse Heide nabij de spoorlijn Viersen - Venlo. De beek stroomt daar in noordwestelijke richting en komt na het kruisen van de spoorlijn uit op de bovenste molenvijver. Na de watermolen komt de beek ongeveer 200 meter verder uit in de onderste molenvijver. Na deze watermolen vervolgt de molen haar weg door stedelijk gebied grotendeels ingeklemd in de bebouwing. Ongeveer halverwege het traject van de beek mondt de Wittebeek uit in de Molenbeek. De beek passeert vervolgens langs de noordkant van sportpark Vrijenbroek, langs de middeleeuwse boerderij Hagerhof en langs de noordzijde van de Algemene Begraafplaats Venlo in de wijk Wijlrehof. Voorbij boerderij Wylrehof mondt de beek uit in de Wijlderbeek.

## Watermolens
Op de beek stonden enkele watermolens:
- Bovenste Molen
- Onderste Molen